# Піджен-Крік (Огайо)
Піджен-Крік (англ. Pigeon Creek) — переписна місцевість (CDP) в США, в окрузі Самміт штату Огайо. Населення — 886 осіб (2020).

## Географія
Піджен-Крік розташований за координатами 41°6′36″ пн. ш. 81°40′20″ зх. д. / 41.11000° пн. ш. 81.67222° зх. д. (41.110123, -81.672235).  За даними Бюро перепису населення США в 2010 році переписна місцевість мала площу 2,32 км², уся площа — суходіл.

## Демографія
Згідно з переписом 2010 року, у переписній місцевості мешкали 882 особи в 323 домогосподарствах у складі 278 родин. Густота населення становила 381 особа/км².  Було 332 помешкання (143/км²).
Расовий склад населення:
| - 96,1 % — білих - 1,9 % — чорних або афроамериканців - 1,2 % — азіатів |

До двох чи більше рас належало 0,7 %. Частка іспаномовних становила 0,9 % від усіх жителів.
За віковим діапазоном населення розподілялося таким чином: 22,4 % — особи молодші 18 років, 60,5 % — особи у віці 18—64 років, 17,1 % — особи у віці 65 років та старші. Медіана віку мешканця становила 47,5 року. На 100 осіб жіночої статі у переписній місцевості припадало 100,5 чоловіків;  на 100 жінок у віці від 18 років та старших — 97,7 чоловіків також старших 18 років.
Середній дохід на одне домашнє господарство  становив 95 179 доларів США (медіана — 77 955), а середній дохід на одну сім'ю — 105 040 доларів (медіана — 91 827). За межею бідності перебувало 8,7 % осіб, у тому числі 10,0 % дітей у віці до 18 років та 13,2 % осіб у віці 65 років та старших.
Цивільне працевлаштоване населення становило 397 осіб. Основні галузі зайнятості: освіта, охорона здоров'я та соціальна допомога — 30,0 %, виробництво — 16,4 %, роздрібна торгівля — 15,1 %.